# التسوية الإنجليزية الفرنسية المؤقتة 1918
التسوية الإنجليزية الفرنسية المؤقتة هي اتفاق مؤقت تم توقيعه في 30 أيلول (سبتمبر) من عام 1918 بشأن إدارة الأراضي المحتلة في منطقة سوريا والأردن ولبنان وفلسطين.
بدأت المفاوضات الخاصة باتفاقية التسوية المؤقت لأول مرة في 19 أيلول (سبتمبر) عام 1918، وكان التفاوض مبني على أساس الاتفاقية الأنجلو-فرنسية السابقة المتعلقة بالمنطقة، والمعروفة باسم اتفاقية سايكس بيكو لعام 1916. ركزت الاتفاقية ظاهريًا على المناطق الواقعة ضمن مسؤولية القوات الفرنسية لتحمل المسؤولية، بينما استغل البريطانيون الاتفاقية لبدء مراجعة بنود اتفاقية سايكس بيكو. ومن الناحية العملية، فقد نتج عن الاتفاقية تقسيم المنطقة إلى ثلاثة مناطق إدارية على النحو التالي:
- الجنوب (فلسطين) لتصبح خاضعة للإدارة البريطانية.
- الغرب (الساحل الشمالي للبحر الأبيض المتوسط ولبنان) لتصبح تحت إدارة وقيادة فرنسا.
- الشرق (داخل سوريا إلى جانب الجزء الشرقي من الأردن) لتُصبح خاضعة لإدارة العرب.[3][4]

## بنود الاتفاقية
كانت البنود الرئيسية للاتفاقية على النحو التالي:
في المناطق التي خضعت للإدارة الفرنسية وفقًا لبنود الاتفاقية الأنجلو-فرنسية لعام 1916، والتي تحتلها قوات الحلفاء التابعة لقوة التدخل السريع المصرية، يعترف القائد العام بممثل الحكومة الفرنسية باعتباره كبير مستشاريه السياسيين. وتكون مهام كبير المستشارين السياسيين على النحو التالي:
- يعمل كبير المستشارين السياسيين كوسيط وحيد في المسائل السياسية والإدارية بين القائد العام وأية حكومة أو حكومات عربية دائمة أو مؤقتة قد تكون. أنشئت في المنطقة "أ"، والمعترف بها بموجب أحكام البند 1 من اتفاقية عام 1916 مع مراعاة السلطة العليا للقائد العام.
- يكلف القائد العام كبير المستشارين السياسيين بناءًا على طلب القائد العام ووفقًا لسلطته العليا بإنشاء مثل هذه الإدارة المؤقتة في البلدات الساحلية الواقعة في سوريا. المنطقة الزرقاء، وفي المنطقة الزرقاء بشكل عام.
- يوفر كبير المستشارين السياسيين موظفين استشاريين ومساعدين أوروبيين مثل الحكومة أو الحكومات العربية المنشأة في المنطقة "أ" التي قد تطلبها بموجب البند 1 من اتفاقية سايكس بيكو لعام 1916 الأفراد اللازمين للواجبات المدنية في المدن الساحلية أو أجزاء أخرى من المنطقة الزرقاء على أن يكون ذلك مرهونا بموافقة القائد العام للقوات المسلحة.